# Список награждённых орденом Дружбы народов (Беларусь)

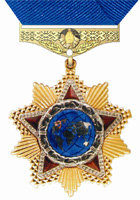
Орден Дружбы народов

Орден Дружбы народов (бел. Ордэн Дружбы народаў) — один из орденов Республики Беларусь. Учреждён Указом Президента Республики Беларусь № 101-фз от 21 мая 2002 года «О внесении дополнений в некоторые законы Республики Беларусь о государственных наградах». Присуждается за дело укрепления мира, дружественных отношений и сотрудничества между государствами, сближение и взаимообогащению национальных культур и высокие достижения в международной общественной, гуманитарной и благотворительную деятельности. Первое награждение состоялось 5 июля 2002 года. На 6 мая 2025 года число награждённых — 61 человек.
В данном списке представлены награждённые за всё время существования ордена (с момента первого награждения).

## Количество награждений
| По странам:  | По странам: | По странам: | По странам: | По странам: |
| Страна       |             |             |             | Кавалеров   |
| ------------ | ----------- | ----------- | ----------- | ----------- |
| Россия       |             |             | 37          |             |
| Китай        |             |             | 6           |             |
| Казахстан    |             |             | 3           |             |
| Азербайджан  |             |             | 2           |             |
| Беларусь     |             |             | 2           |             |
| Австрия      |             |             | 1           |             |
| Туркменистан |             |             | 1           |             |
| Венесуэла    |             |             | 1           |             |
| Украина      |             |             | 1           |             |
| Польша       |             |             | 1           |             |
| Армения      |             |             | 1           |             |
| Кыргызстан   |             |             | 1           |             |
| Швейцария    |             |             | 1           |             |
| Сербия       |             |             | 1           |             |
| Египет       |             |             | 1           |             |
| Вьетнам      |             |             | 1           |             |

## За 2002 год
Число награждённых — 4 человека.
| № п/п | Стра на     | Фотография | Фамилия Имя Отчество             | Должность либо профессия на момент награждения                                  | Дата награждения     | Номер Указа Президента Республики Беларусь | За что награждён |
| ----- | ----------- | ---------- | -------------------------------- | ------------------------------------------------------------------------------- | -------------------- | ------------------------------------------ | --- |
| 1     | Флаг России |            | Аман-Гельды Молдагазыевич Тулеев | Глава администрации (губернатор) Кемеровской области Российской Федерации       | 5 июля 2002 года     | — 2002 г., № 78, 1/3835 367                | За большой личный вклад в развитие и укрепление дружбы и сотрудничества между народами Беларуси и России                   |
| 2     | Флаг России |            | Игорь Викторович Макаров         | Президент Международной группы компаний «Итера»                                 | 7 ноября 2002 года   | — 2002 г., № 127, 1/4147 562               | За значительный вклад в развитие экономических связей, укрепление дружбы и сотрудничества между народами Беларуси и России |
| 3     | Флаг России |            | Сергей Николаевич Лебедев        | Директор Службы внешней разведки Российской Федерации, генерал-полковник        | 30 декабря 2002 года | — 2003 г., № 3, 1/4263 636                 | За заслуги в обеспечении безопасности Союзного государства                                                                 |
| 4     | Флаг России |            | Константин Васильевич Тоцкий     | Директор Федеральной пограничной службы Российской Федерации, генерал-полковник | 30 декабря 2002 года | — 2003 г., № 3, 1/4263 636                 | За заслуги в обеспечении безопасности Союзного государства                                                                 |

## За 2003 год
В 2003 году награждений орденом Дружбы народов не проводилось.

## За 2004 год
Число награждённых — 2 человека.
| № п/п | Стра на       | Фотография | Фамилия Имя Отчество                    | Должность либо профессия на момент награждения     | Дата награждения    | Номер Указа Президента Республики Беларусь | За что награждён |
| ----- | ------------- | ---------- | --------------------------------------- | -------------------------------------------------- | ------------------- | ------------------------------------------ | --- |
| 5     | Флаг России   |            | Алексий II (Алексей Михайлович Ридигер) | Патриарх Московский и всея Руси                    | 26 марта 2004 года  | — 2004 г., № 52, 1/5424 155                | За плодотворную деятельность по сближению и взаимообогащению национальных культур, большой личный вклад в развитие духовного и интеллектуального потенциала братских народов Беларуси и России |
| 6     | Флаг Беларуси |            | Урал Рамдракович Латыпов                | Глава Администрации Президента Республики Беларусь | 22 ноября 2004 года | — 2004 г., № 188, 1/6027 570               | За плодотворную работу в органах государственного управления, активную общественную деятельность, значительный вклад в укрепление дружественных отношений и сотрудничества между государствами |

## За 2005 год
Число награждённых — 6 человек.
| № п/п | Стра на                            | Фотография | Фамилия Имя Отчество                     | Должность либо профессия на момент награждения                                       | Дата награждения     | Номер Указа Президента Республики Беларусь | За что награждён |
| ----- | ---------------------------------- | ---------- | ---------------------------------------- | ------------------------------------------------------------------------------------ | -------------------- | ------------------------------------------ | --- |
| 7     | Флаг России                        |            | Юрий Михайлович Лужков                   | Мэр г. Москвы                                                                        | 16 февраля 2005 года | — 2005 г., № 27, 1/6252 80                 | За большой личный вклад в укрепление экономических, научно-технических и культурных связей между Республикой Беларусь и городом Москвой Российской Федерации      |
| 8     | Флаг Беларуси                      |            | Филарет (Кирилл Варфоломеевич Вахромеев) | Митрополит Минский и Слуцкий, Патриарший Экзарх всея Беларуси                        | 18 марта 2005 года   | — 2005 г., № 44, 1/6327 140                | За большой вклад в укрепление дружбы и братских связей между народами, развитие межконфессионального диалога                                                      |
| 9     | Флаг России                        |            | Евгений Максимович Примаков              | Президент Торгово-промышленной палаты Российской Федерации                           | 22 марта 2005 года   | — 2005 г., № 52, 1/6332 145                | За большой личный вклад в развитие и укрепление белорусско-российских отношений                                                                                   |
| 10    | Флаг Китайской Народной Республики |            | Юй Чжэньци                               | Чрезвычайный и Полномочный Посол Китайской Народной Республики в Республике Беларусь | 15 августа 2005 года | — 2005 г., № 128, 1/6696 371               | За большой личный вклад в укрепление и развитие экономических, научно-технических и культурных связей между Республикой Беларусь и Китайской Народной Республикой |
| 11    | Флаг России                        |            | Валерий Васильевич Лощинин               | Первый заместитель министра иностранных дел Российской Федерации                     | 25 августа 2005 года | — 2005 г., № 137, 1/6736 400               | За большой личный вклад в развитие и укрепление дружественных отношений и сотрудничества между Республикой Беларусь и Российской Федерацией                       |
| 12    | Флаг России                        |            | Борис Всеволодович Громов                | Губернатор Московской области                                                        | 22 ноября 2005 года  | — 2005 г., № 188, 1/6931 536               | За значительный вклад в развитие экономических, научно-технических и культурных связей между Республикой Беларусь и Московской областью Российской Федерации      |

## За 2006 год
Число награждённых — 6 человек.
| № п/п | Стра на                            | Фотография | Фамилия Имя Отчество         | Должность либо профессия на момент награждения | Дата награждения      | Номер Указа Президента Республики Беларусь | За что награждён |
| ----- | ---------------------------------- | ---------- | ---------------------------- | --- | --------------------- | ------------------------------------------ | --- |
| 13    | Флаг России                        |            | Сергей Викторович Лавров     | Министр иностранных дел Российской Федерации | 2 июня 2006 года      | — 2006 г., № 89, 1/7645 370                | За значительный вклад в укрепление дружественных отношений и сотрудничества между Республикой Беларусь и Российской Федерацией, в построение Союзного государства        |
| 14    | Флаг Китайской Народной Республики |            | Ли Аньдун                    | Заместитель начальника Главного управления вооружения и военной техники Народно-освободительной армии Китая генерал-лейтенант                                                      | 31 августа 2006 года  | — 2006 г., № 144, 1/7891 552               | За значительный вклад в развитие военно-технического сотрудничества, укрепление дружественных отношений между Республикой Беларусь и Китайской Народной Республикой      |
| 15    | Флаг Китайской Народной Республики |            | Цао Ганчуань                 | Заместитель председателя Центрального военного совета Китайской Народной Республики, член Государственного Совета, министр обороны Китайской Народной Республики генерал-полковник | 11 сентября 2006 года | — 2006 г., № 148, 1/7921 566               | За большой личный вклад в развитие и укрепление дружественных отношений и военно-технического сотрудничества между Республикой Беларусь и Китайской Народной Республикой |
| 16    | Флаг России                        |            | Павел Павлович Бородин       | Государственный секретарь Союзного государства | 11 декабря 2006 года  | — 2006 г., № 206, 1/8159 723               | За большой личный вклад в развитие всестороннего сотрудничества между Республикой Беларусь и Российской Федерацией, укрепление белорусско-российской дружбы              |
| 17    | Флаг Австрии                       |            | Герберт Степич               | Председатель правления Райффайзен Интернешнл Банк-Холдинг (Австрия) | 26 декабря 2006 года  | — 2007 г., №2, 1/8191 744                  | За плодотворное сотрудничество в финансово-экономической сфере |
| 18    | Флаг Туркменистана                 |            | Илья Вельджанович Вельджанов | Чрезвычайный и Полномочный Посол Туркменистана в Республике Беларусь | 26 декабря 2006 года  | — 2007 г., №2, 1/8192 745                  | За большой личный вклад в развитие и укрепление экономического сотрудничества и дружественных отношений между Республикой Беларусь и Туркменистаном                      |

## За 2007 год
Число награждённых — 3 человека.
| № п/п | Стра на     | Фотография | Фамилия Имя Отчество       | Должность либо профессия на момент награждения                         | Дата награждения    | Номер Указа Президента Республики Беларусь | За что награждён |
| ----- | ----------- | ---------- | -------------------------- | ---------------------------------------------------------------------- | ------------------- | ------------------------------------------ | --- |
| 19    | Флаг России |            | Пётр Ильич Климук          | Референт Посольства Республики Беларусь в Российской Федерации         | 16 июля 2007 года   | — 2007 г., № 172, 1/8722 315               | За значительный личный вклад в укрепление дружественных отношений и сотрудничества между Республикой Беларусь и Российской Федерацией                                                                                                |
| 20    | Флаг России |            | Николай Николаевич Бордюжа | Генеральный секретарь Организации Договора о коллективной безопасности | 7 августа 2007 года | — 2007 г., № 196, 1/8804 509               | За большой личный вклад в формирование и совершенствование системы коллективной безопасности, укрепление мира, дружественных отношений и сотрудничества между государствами-членами Организации Договора о коллективной безопасности |
| 21    | Флаг России |            | Эдуард Эргартович Россель  | Губернатор Свердловской области Российской Федерации                   | 8 октября 2007 года | — 2007 г., № 248, 1/8988 495               | За большой личный вклад в укрепление и развитие экономических, научно-технических и культурных связей между Республикой Беларусь и Свердловской областью Российской Федерации                                                        |

## За 2008 год
Число награждённых — 3 человека.
| № п/п | Стра на                            | Фотография | Фамилия Имя Отчество   | Должность либо профессия на момент награждения                                                                                       | Дата награждения      | Номер Указа Президента Республики Беларусь | За что награждён |
| ----- | ---------------------------------- | ---------- | ---------------------- | --- | --------------------- | ------------------------------------------ | --- |
| 22    | Флаг Венесуэлы                     |            | Уго Чавес              | Президент Боливарианской Республики Венесуэла                                                                                        | 23 июля 2008 года     | — 2008 г., № 183, 1/9905 406               | За большой личный вклад в развитие белорусско-венесуэльского сотрудничества |
| 23    | Флаг Китайской Народной Республики |            | У Хунбинь              | Чрезвычайный и Полномочный Посол Китайской Народной Республики в Республике Беларусь                                                 | 11 сентября 2008 года | — 2008 г., № 222, 1/10058 509              | За большой личный вклад в развитие и укрепление политических, торгово-экономических, кредитно-инвестиционных, научно-технических и гуманитарных связей между Республикой Беларусь и Китайской Народной Республикой |
| 24    | Флаг Украины                       |            | Борис Евгеньевич Патон | Президент Национальной академии наук Украины, директор Института электросварки имени Е. О. Патона Национальной академии наук Украины | 28 ноября 2008 года   | — 2008 г., № 290, 1/10273 655              | За большой личный вклад в создание Международной ассоциации академий наук, расширение научно-технического сотрудничества между Республикой Беларусь и Украиной                                                     |

## За 2009 год
Число награждённых — 9 человек.
| № п/п | Стра на     | Фотография | Фамилия Имя Отчество                 | Должность либо профессия на момент награждения                                             | Дата награждения    | Номер Указа Президента Республики Беларусь | За что награждён |
| ----- | ----------- | ---------- | ------------------------------------ | ------------------------------------------------------------------------------------------ | ------------------- | ------------------------------------------ | --- |
| 25    | Флаг России |            | Жорес Иванович Алфёров               | Вице-президент Российской академии наук                                                    | 22 января 2009 года | — 2009 г., № 27, 1/10422 44                | За значительный личный вклад в расширение научно-технического сотрудничества между Республикой Беларусь и Российской Федерацией, подготовку научных кадров                         |
| 26    | Флаг Польши |            | Анджей Станислав Цехановецкий        | Исследователь культур Беларуси и Польши, доктор искусствоведения                           | 7 декабря 2009 года | — 2009 г., № 300, 1/11184 599              | За значительный личный вклад в развитие духовного потенциала Республики Беларусь, плодотворную деятельность по сближению и взаимообогащению национальных культур Беларуси и Польши |
| 27    | Флаг России |            | Григорий Борисович Карасин           | Статс-секретарь - заместитель Министра иностранных дел Российской Федерации                | 8 декабря 2009 года | — 2009 г., № 302, 1/11203 604              | За значительный вклад в союзное строительство, укрепление дружеских отношений, единство народов Беларуси и России                                                                  |
| 28    | Флаг России |            | Кирилл (Владимир Михайлович Гундяев) | Патриарх Московский и всея Руси                                                            | 8 декабря 2009 года | — 2009 г., № 302, 1/11203 604              | За значительный вклад в союзное строительство, укрепление дружеских отношений, единство народов Беларуси и России                                                                  |
| 29    | Флаг России |            | Валентина Ивановна Матвиенко         | Губернатор г. Санкт-Петербурга                                                             | 8 декабря 2009 года | — 2009 г., № 302, 1/11203 604              | За значительный вклад в союзное строительство, укрепление дружеских отношений, единство народов Беларуси и России                                                                  |
| 30    | Флаг России |            | Сергей Евгеньевич Нарышкин           | Глава Администрации Президента Российской Федерации                                        | 8 декабря 2009 года | — 2009 г., № 302, 1/11203 604              | За значительный вклад в союзное строительство, укрепление дружеских отношений, единство народов Беларуси и России                                                                  |
| 31    | Флаг России |            | Григорий Алексеевич Рапота           | Полномочный представитель Президента Российской Федерации в Приволжском федеральном округе | 8 декабря 2009 года | — 2009 г., № 302, 1/11203 604              | За значительный вклад в союзное строительство, укрепление дружеских отношений, единство народов Беларуси и России                                                                  |
| 32    | Флаг России |            | Сергей Дмитриевич Шаталов            | Статс-секретарь - заместитель министра финансов Российской Федерации                       | 8 декабря 2009 года | — 2009 г., № 302, 1/11203 604              | За значительный вклад в союзное строительство, укрепление дружеских отношений, единство народов Беларуси и России                                                                  |
| 33    | Флаг России |            | Анатолий Эдуардович Сердюков         | Министр обороны Российской Федерации                                                       | 9 декабря 2009 года | — 2009 г., № 302, 1/11205 606              | За значительный личный вклад в укрепление мира, дружественных отношений и сотрудничества между Республикой Беларусь и Российской Федерацией                                        |

## За 2010 год
Число награждённых — 5 человек.
| № п/п | Стра на     | Фотография | Фамилия Имя Отчество          | Должность либо профессия на момент награждения                                                                                        | Дата награждения     | Номер Указа Президента Республики Беларусь | За что награждён |
| ----- | ----------- | ---------- | ----------------------------- | --- | -------------------- | ------------------------------------------ | --- |
| 34    | Флаг России |            | Валерий Васильевич Герасимов  | Командующий войсками Московского военного округа Вооружённых Сил Российской Федерации                                                 | 31 марта 2010 года   | — 2010 г., № 81, 1/11509 165               | За значительный личный вклад в укрепление мира, дружественных отношений и сотрудничества между Республикой Беларусь и Российской Федерацией |
| 35    | Флаг России |            | Николай Егорович Макаров      | Начальник Генерального штаба Вооружённых Сил Российской Федерации - первый заместитель Министра обороны Российской Федерации          | 31 марта 2010 года   | — 2010 г., № 81, 1/11509 165               | За значительный личный вклад в укрепление мира, дружественных отношений и сотрудничества между Республикой Беларусь и Российской Федерацией |
| 36    | Флаг России |            | Сергей Владимирович Суровикин | Начальник штаба - первый заместитель командующего войсками Приволжско-Уральского военного округа Вооружённых Сил Российской Федерации | 31 марта 2010 года   | — 2010 г., № 81, 1/11509 165               | За значительный личный вклад в укрепление мира, дружественных отношений и сотрудничества между Республикой Беларусь и Российской Федерацией |
| 37    | Флаг России |            | Сергей Сергеевич Юдин         | Командующий 20-й гвардейской армией Московского военного округа Вооружённых Сил Российской Федерации                                  | 31 марта 2010 года   | — 2010 г., № 81, 1/11509 165               | За значительный личный вклад в укрепление мира, дружественных отношений и сотрудничества между Республикой Беларусь и Российской Федерацией |
| 38    | Флаг России |            | Вагит Юсуфович Алекперов      | Президент открытого акционерного общества «Нефтяная компания» ЛУКОЙЛ»                                                                 | 1 сентября 2010 года | — 2010 г., № 212, 1/11905 446              | За значительный вклад в развитие белорусско-российского торгово-экономического сотрудничества и содействие интеграционным процессам         |

## За 2011 год
Число награждённых — 2 человека.
| № п/п | Стра на           | Фотография | Фамилия Имя Отчество      | Должность либо профессия на момент награждения                                 | Дата награждения     | Номер Указа Президента Республики Беларусь | За что награждён |
| ----- | ----------------- | ---------- | ------------------------- | ------------------------------------------------------------------------------ | -------------------- | ------------------------------------------ | --- |
| 39    | Флаг России       |            | Василий Васильевич Громов | Заместитель председателя правительства Московской области Российской Федерации | 2 марта 2011 года    | — 2011 г., № 28, 1/12399 91                | За большой личный вклад в укрепление и развитие экономических связей между Республикой Беларусь и Московской областью Российской Федерации                           |
| 40    | Флаг Азербайджана |            | Ильхам Гейдар оглы Алиев  | Президент Азербайджанской Республики                                           | 24 декабря 2011 года | — 2011 г., № 144, 1/13163 594              | За значительный личный вклад в установление и развитие дружеских отношений и стратегического сотрудничества между Республикой Беларусь и Азербайджанской Республикой |

## За 2012 год
Число награждённых — 1 человек.
| № п/п | Стра на                            | Фотография | Фамилия Имя Отчество | Должность либо профессия на момент награждения | Дата награждения  | Номер Указа Президента Республики Беларусь | За что награждён |
| ----- | ---------------------------------- | ---------- | -------------------- | --- | ----------------- | ------------------------------------------ | --- |
| 41    | Флаг Китайской Народной Республики |            | Сюй Цайхоу           | Член политического бюро Центрального Комитета Коммунистической партии Китая, заместитель председателя Центрального военного совета Китайской Народной Республики, член Государственного Совета генерал-полковник | 11 июля 2012 года | — 2012 г., 1/13620 310                     | За большой личный вклад в развитие и укрепление дружественных отношений и военно-политического сотрудничества между Республикой Беларусь и Китайской Народной Республикой |

## За 2013 год
Число награждённых — 3 человека.
| № п/п | Стра на                            | Фотография | Фамилия Имя Отчество        | Должность либо профессия на момент награждения | Дата награждения     | Номер Указа Президента Республики Беларусь | За что награждён |
| ----- | ---------------------------------- | ---------- | --------------------------- | --- | -------------------- | ------------------------------------------ | --- |
| 42    | Флаг России                        |            | Владимир Владимирович Путин | Президент Российской Федерации | 14 марта 2013 года   | — 2013 г., 1/14143 123                     | За значительный личный вклад в развитие интеграционного сотрудничества и укрепление дружеских отношений между Республикой Беларусь и Российской Федерацией               |
| 43    | Флаг Армении                       |            | Гагик Коляевич Царукян      | Депутат Национального Собрания Республики Армения, глава концерна «Мульти Групп»                                                                                                   | 4 сентября 2013 года | — 2013 г., 1/14489 397                     | За большой личный вклад в развитие торгово-экономических и политических связей между Республикой Беларусь и Республикой Армения                                          |
| 44    | Флаг Китайской Народной Республики |            | Сюй Цилян                   | Член политического бюро Центрального Комитета Коммунистической партии Китая, заместитель председателя Центрального Военного совета Китайской Народной Республики генерал-полковник | 1 ноября 2013 года   | — 2013 г., 1/14603 492                     | За большой личный вклад в развитие и укрепление дружественных отношений и военно-технического сотрудничества между Республикой Беларусь и Китайской Народной Республикой |

## За 2014 год
Число награждённых — 2 человека.
| № п/п | Стра на                          | Фотография | Фамилия Имя Отчество      | Должность либо профессия на момент награждения | Дата награждения     | Номер Указа Президента Республики Беларусь | За что награждён                                                                                       |
| ----- | -------------------------------- | ---------- | ------------------------- | ---------------------------------------------- | -------------------- | ------------------------------------------ | --- |
| 45    | Флаг Кыргызстана · Флаг Беларуси |            | Курманбек Салиевич Бакиев | Бывший Президент Киргизской Республики         | 1 августа 2014 года  | ?                                          | ? |
| 46    | Флаг Швейцарии                   |            | Рене Николас Фазель       | Президент Международной федерации хоккея       | 4 сентября 2014 года | — 2014 г., 1/15265 429                     | За значительный личный вклад в подготовку и проведение чемпионата мира по хоккею 2014 года в г. Минске |

## За 2015 год
Число награждённых — 6 человек.
| № п/п | Стра на           | Фотография | Фамилия Имя Отчество           | Должность либо профессия на момент награждения                                                  | Дата награждения     | Номер Указа Президента Республики Беларусь | За что награждён |
| ----- | ----------------- | ---------- | ------------------------------ | ----------------------------------------------------------------------------------------------- | -------------------- | ------------------------------------------ | --- |
| 47    | Флаг России       |            | Аркадий Владимирович Дворкович | Заместитель Председателя Правительства Российской Федерации                                     | 26 февраля 2015 года | — 2015 г., 1/15672 101                     | За значительный личный вклад в подготовку договора о Евразийском экономическом Союзе, развитие и расширение интеграционных процессов, укрепление экономического сотрудничества между Республикой Беларусь, Российской Федерацией и Республикой Казахстан |
| 48    | Флаг Казахстана   |            | Карим Кажимканович Масимов     | Премьер-министр Республики Казахстан                                                            | 26 февраля 2015 года | — 2015 г., 1/15672 101                     | За значительный личный вклад в подготовку договора о Евразийском экономическом Союзе, развитие и расширение интеграционных процессов, укрепление экономического сотрудничества между Республикой Беларусь, Российской Федерацией и Республикой Казахстан |
| 49    | Флаг России       |            | Игорь Иванович Шувалов         | Первый заместитель Председателя Правительства Российской Федерации                              | 26 февраля 2015 года | — 2015 г., 1/15672 101                     | За значительный личный вклад в подготовку договора о Евразийском экономическом Союзе, развитие и расширение интеграционных процессов, укрепление экономического сотрудничества между Республикой Беларусь, Российской Федерацией и Республикой Казахстан |
| 50    | Флаг Казахстана   |            | Умирзак Естаевич Шукеев        | Председатель правления акционерного общества «Фонд национального благосостояния «Самрук-Казына» | 26 февраля 2015 года | — 2015 г., 1/15672 101                     | За значительный личный вклад в подготовку договора о Евразийском экономическом Союзе, развитие и расширение интеграционных процессов, укрепление экономического сотрудничества между Республикой Беларусь, Российской Федерацией и Республикой Казахстан |
| 51    | Флаг Азербайджана |            | Артур Таир оглы Расизаде       | Премьер-министр Азербайджанской Республики                                                      | 7 апреля 2015 года   | — 2015 г., 1/15740 153                     | За значительный личный вклад в развитие и укрепление торгово-экономических и гуманитарных связей между Республикой Беларусь и Азербайджанской Республикой                                                                                                |
| 52    | Флаг Казахстана   |            | Нурсултан Абишевич Назарбаев   | Президент Республики Казахстан                                                                  | 19 июня 2015 года    | — 2015 г., 1/15856 250                     | За значительный личный вклад в развитие дружественных отношений и стратегического сотрудничества между Республикой Беларусь и Республикой Казахстан |

## За 2016 год
Число награждённых — 1 человек.
| № п/п | Стра на     | Фотография | Фамилия Имя Отчество       | Должность либо профессия на момент награждения | Дата награждения | Номер Указа Президента Республики Беларусь | За что награждён |
| ----- | ----------- | ---------- | -------------------------- | --- | ---------------- | ------------------------------------------ | --- |
| 53    | Флаг России |            | Геннадий Андреевич Зюганов | Руководитель фракции политической партии «Коммунистическая партия Российской Федерации» в Государственной Думе Федерального Собрания Российской Федерации | 8 июня 2016 года | — 2016 г., 1/16453 199                     | За значительный личный вклад в укрепление дружественных отношений и сотрудничества между Республикой Беларусь и Российской Федерацией, становление Союзного государства, развитие экономических, научно-технических и культурных связей |

## За 2017 год
Число награждённых — 1 человек.
| № п/п | Стра на     | Фотография | Фамилия Имя Отчество | Должность либо профессия на момент награждения | Дата награждения | Номер Указа Президента Республики Беларусь | За что награждён |
| ----- | ----------- | ---------- | -------------------- | ---------------------------------------------- | ---------------- | ------------------------------------------ | --- |
| 54    | Флаг Сербии |            | Томислав Николич     | Президент Республики Сербия                    | 5 мая 2017 года  | — 2017 г., 1/17045 148                     | За значительный вклад в укрепление мира, дружественных отношений и сотрудничества между Республикой Беларусь и Республикой Сербия |

## За 2018 год
Число награждённых — 1 человек.
| № п/п | Стра на     | Фотография | Фамилия Имя Отчество     | Должность либо профессия на момент награждения  | Дата награждения     | Номер Указа Президента Республики Беларусь | За что награждён |
| ----- | ----------- | ---------- | ------------------------ | ----------------------------------------------- | -------------------- | ------------------------------------------ | --- |
| 55    | Флаг России |            | Рамзан Ахматович Кадыров | Глава Чеченской Республики Российской Федерации | 16 августа 2018 года | — 2018 г., 1/17874 325                     | За значительный личный вклад в укрепление дружественных отношений и всестороннего сотрудничества между Республикой Беларусь и Чеченской Республикой Российской Федерации |

## За 2019 год
Число награждённых — 2 человека.
| № п/п | Стра на     | Фотография | Фамилия Имя Отчество                   | Должность либо профессия на момент награждения | Дата награждения      | Номер Указа Президента Республики Беларусь | За что награждён |
| ----- | ----------- | ---------- | -------------------------------------- | ---------------------------------------------- | --------------------- | ------------------------------------------ | --- |
| 56    | Флаг Египта |            | Абдул-Фаттах Саид Хусейн Халил Ас-Сиси | Президент Арабской Республики Египет           | 17 июня 2019 года     | — 2019 г., 1/18422 237                     | За значительный личный вклад в развитие двусторонних отношений между Республикой Беларусь и Арабской Республикой Египет, заслуги в деле укрепления мира, консолидации общества и единения народов |
| 57    | Флаг России |            | Алла Борисовна Пугачёва                | Эстрадная певица                               | 23 сентября 2019 года | — 2019 г., 1/18582 355                     | За значительный вклад в развитие эстрадного искусства и укрепление белорусско-российских культурных связей                                                                                        |

## За 2020 год
В 2020 году награждений орденом Дружбы народов не проводилось.

## За 2021 год
Число награждённых — 1 человек.
| № п/п | Стра на     | Фотография | Фамилия Имя Отчество     | Должность либо профессия на момент награждения                                                                   | Дата награждения     | Номер Указа Президента Республики Беларусь | За что награждён                                                                                       |
| ----- | ----------- | ---------- | ------------------------ | --- | -------------------- | ------------------------------------------ | --- |
| 58    | Флаг России |            | Олег Викторович Новицкий | инструктор-космонавт-испытатель отряда космонавтов государственной корпорации «РОСКОСМОС» (Российская Федерация) | 15 декабря 2021 года | — 2021 г., 1/20060 492                     | За значительные достижения в освоении космоса и большой личный вклад в укрепление международных связей |

## За 2022 год
В 2022 году награждений орденом Дружбы народов не проводилось.

## За 2023 год
В 2023 году награждений орденом Дружбы народов не проводилось.

## За 2024 год
Число награждённых — 2 человека.
| № п/п | Стра на     | Фотография | Фамилия Имя Отчество            | Должность либо профессия на момент награждения                                                                 | Дата награждения   | Номер Указа Президента Республики Беларусь | За что награждён |
| ----- | ----------- | ---------- | ------------------------------- | --- | ------------------ | ------------------------------------------ | --- |
| 59    | Флаг России |            | Юрий Иванович Борисов           | генерального директор Государственной корпорации по космической деятельности «Роскосмос», Российская Федерация | 9 апреля 2024 года | — 2024 г., 1/21322 143                     | За значительные достижения в сфере космической деятельности, большой вклад в научные исследования, подготовку высококвалифицированных кадров, укрепление международного сотрудничества                                                      |
| 60    | Флаг России |            | Александра Николаевна Пахмутова | композитор, народная артистка СССР                                                                             | 9 ноября 2024 года | — 2024 г., 1/21640 415                     | За значительный вклад в развитие музыкального искусства, укрепление мира, белорусско-российских отношений и культурных связей, плодотворную творческую деятельность, которая способствует сближению и взаимообогащению национальных культур |

## За 2025 год
Число награждённых — 1 человек.
| № п/п | Стра на       | Фотография | Фамилия Имя Отчество | Должность либо профессия на момент награждения                                                          | Дата награждения | Номер Указа Президента Республики Беларусь | За что награждён |
| ----- | ------------- | ---------- | -------------------- | --- | ---------------- | ------------------------------------------ | --- |
| 61    | Флаг Вьетнама |            | То Лам               | Генеральный секретарь Центрального комитета Коммунистической партии Социалистической Республики Вьетнам | 6 мая 2025 года  | — 2025 г., 1/21946 183                     | За значительный вклад в развитие и укрепление дружественных отношений, стратегического партнёрства между Республикой Беларусь и Социалистической Республикой Вьетнам |